# Mount Duke
Der Mount Duke ist ein 2379 m hoher Berg mit einer Schartenhöhe von 389 m im Südwesten der kanadischen Provinz British Columbia, im Squamish-Lillooet Regional District.

## Geographie
Der Mount Duke ist Teil der Joffre Group in den Lillooet Ranges. Er liegt 30 km östlich von Pemberton und 10 km südwestlich des Duffey Lake. Der höchste Gipfel der Joffre Group, der Mount Matier, erhebt sich 4,4 km westlich von ihm. Die Abflüsse der Niederschläge vom Berg fließen in den Caspar Creek und den Twin One Creek.

## Geschichte
Der Name des Berges wurde von Reverend Damasus Payne, einem Benediktiner-Mönch und Bergsteiger, vorgeschlagen, um Erzbischof William Mark Duke (1879–1971) zu ehren. Das Toponym wurde am 21. April 1966 vom Geographical Names Board of Canada offiziell anerkannt.

## Klima
In Bezug auf die Klimaklassifikation nach Köppen und Geiger herrscht am Gipfel des Mount Duke ein subarktisches Klima. Die meisten Wetterfronten stammen vom Pazifik und bewegen sich ostwärts auf die Coast Mountains zu, wo sie durch die Berge zum  Aufsteigen (Windstau) gezwungen werden, was wiederum dazu führt, dass die enthaltene Feuchtigkeit in Form von Regen oder Schnee abgegeben wird. Im Ergebnis führt das zu hohen Niederschlägen in den Coast Mountains, insbesondere zu starken Schneefällen im Winter. Die Temperaturen können unter −20 °C fallen, unter Berücksichtigung von Windchill-Einfluss unter −30 °C. Die Monate Juli bis September bieten die besten Wetterbedingungen für einen Aufstieg.